# Lillomarka

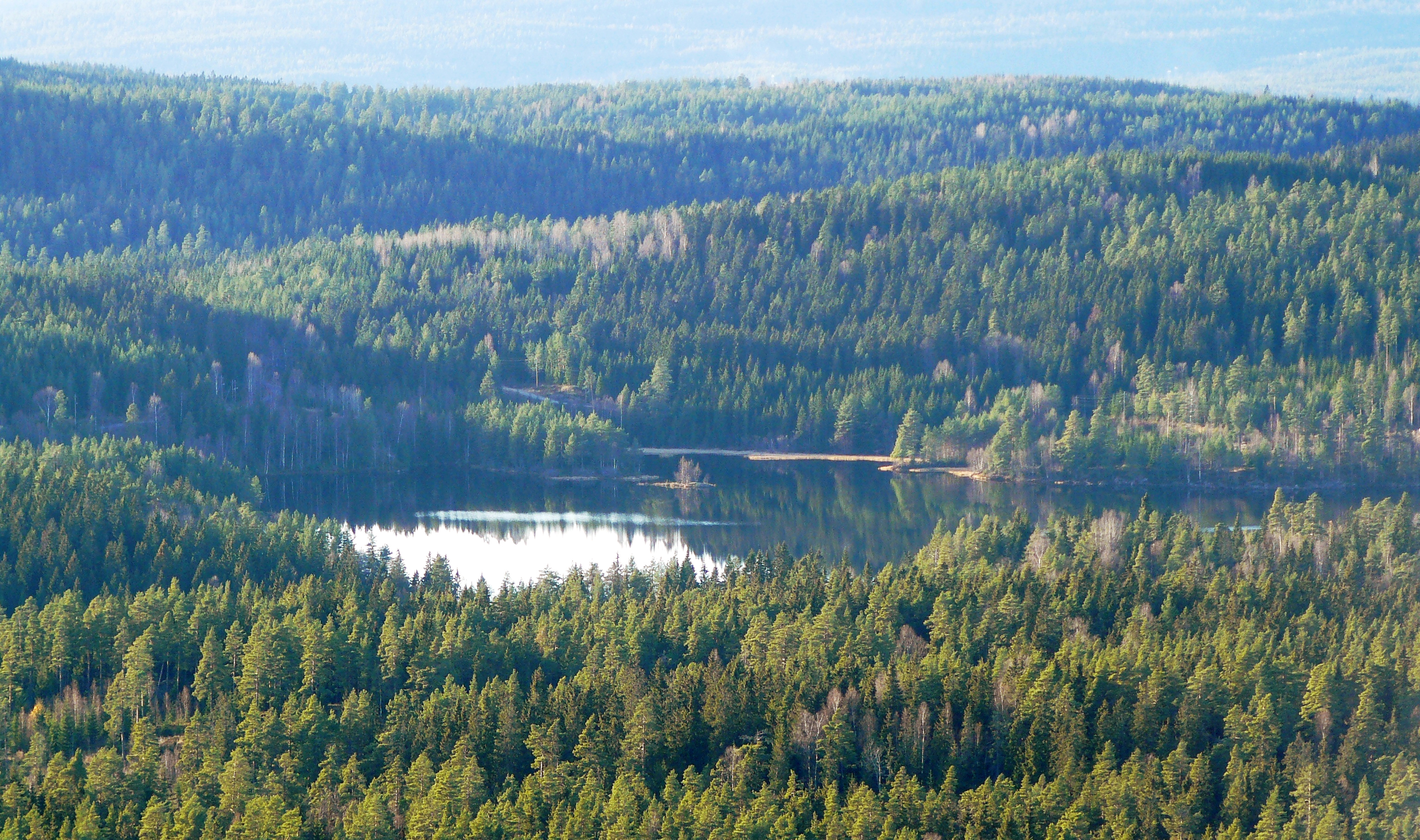
Breisjøen i Lillomarka.

Lillomarka är ett förhållandevis litet skogsområde norr om Oslo, Norge. Området ligger i Oslo och Nittedals kommuner. Lillomarka räknas som en del av Oslomarka.